# Sabiñánigo
Sabiñánigo (arag. Samianigo) – gmina w Hiszpanii, w Aragonii, w prowincji Huesca, w comarce Alto Gállego.
Powierzchnia gminy wynosi 586,8 km². Zgodnie z danymi INE, w 2019 roku liczba ludności wynosiła 9238, a gęstość zaludnienia 15,38 osoby/km². Wysokość bezwzględna gminy równa jest 780 metrów. Kod pocztowy do gminy to 22600 i 22609.

## Demografia
| 1991 | 1996 | 2001 | 2004 | 2005 | 2019 |
| ---- | ---- | ---- | ---- | ---- | ---- |
| 9056 | 8759 | 8578 | 8855 | 9023 | 9238 |